# Ромен Грожан
Ромен Грожан (фр. Romain Grosjean) француски је аутомобилиста и бивши возач Формуле 1 који је последње возио за тим Хас. Рођен је у Швајцарској, а има и швајцарско и француско држављанство; наступа са француском тркачком лиценцом. Прије почетка каријере у формули 1 освојио је формулу листа јуниор, француску формулу Рено, европску формулу 3, азијску ГП2 серију двапут, Ауто ГП и ГП2 серију.
Каријеру је почео у формула листи јуниор 2003, коју је освојио уз десет побједа на десет трка, након чега је прешао у француску формулу Рено, гдје је провео двије сезоне и освојио је 2005, уз десет побједа на 16 трка. Године 2006, прешао је у формулу 3, гдје је возио Европску и Британску формулу 3. Године 2007, освојио је Европску формулу 3, испред Себастјена Буемија, након чега је прешао у формулу 2 и 2008. је освојио азијску ГП2 серију и завршио на четвртом мјесту у ГП2 серији.
У формули 1 дебитовао је 2009. у тиму Рено, гдје је замијенио Нелсона Пикеа јуниора од 11 трке до краја сезоне. Године 2010, био је тест возач за тим Лотус у формули 1, док је освојио Ауто ГП серију, остваривши четири побједе, након чега је 2011. освојио Азијску ГП2 серију по други пут и ГП2 серију први пут. У сезони 2012. вратио се у формулу 1, у тим Лотус, гдје је остварио три подијума и завршио на осмом мјесту у шампионату. Године 2013, остварио је шест подијума и завршио је на седмом мјесту, док је 2014. освојио бодове на само двије трке и завршио је на 14 мјесту у шампионату. Године 2015. остварио је један подијум, завршивши на трећем мјесту на Великој награди Белгије, а у шампионату је завршио на 11 мјесту.
Године 2016. прешао је у тим Хас, гдје је прве двије сезоне завршио на 13 мјесту у шампионату, док је сезону 2018. завршио на 14 мјесту. Године 2019. освојио је бодове на само три трке и завршио је на 18 мјесту у шампионату, док је у сезони 2020. освојио бодове само на Великој награди Ајфела, коју је завршио на деветом мјесту и завршио је на 19 мјесту у шампионату, са два бода. На Великој награди Бахреина 2020, болид му се у првом кругу запалио; Грожан је изашао из болида са лакшим опекотинама, али није возио последње двије трке у сезони.
Након четири године проведене у Хасу, тим није продужио уговор са њим и од сезоне 2021. замијенио га је Мик Шумахер.

## Резултати у Формули 1
| Сезона | Тим                | Шасија           | Погонска јединица         | Гуме        | Трке | Поле поситионс | Победе | Подијуми | Најбоље рунде | У тачкама | хајде да одустанемо | Освојени поени | Рангирање |
| ------ | ------------------ | ---------------- | ------------------------- | ----------- | ---- | -------------- | ------ | -------- | ------------- | --------- | ------------------- | -------------- | --------- |
| 2009   | Алпин Ф1 тим       | Renault R29      | Renault V8                | Bridgestone | 7    | 0              | 0      | 0        | 0             | 0         | 2                   | 0              | 23        |
| 2012   | Лотус Ф1           | Lotus E20        | Renault V8                | Pirelli     | 19   | 0              | 0      | 3        | 1             | 10        | 8                   | 96             | 8         |
| 2013   | Лотус Ф1           | Lotus E21        | Renault V8                | Pirelli     | 19   | 0              | 0      | 6        | 0             | 13        | 5                   | 132            | 7         |
| 2014   | Лотус Ф1           | Lotus E22        | Renault V6 turbo hybride  | Pirelli     | 19   | 0              | 0      | 0        | 0             | 2         | 7                   | 8              | 14        |
| 2015   | Лотус Ф1           | Lotus E23 Hybrid | Mercedes V6 turbo hybride | Pirelli     | 19   | 0              | 0      | 1        | 0             | 10        | 7                   | 51             | 11        |
| 2016   | Хас Ф1             | Haas VF-16       | Ferrari V6 turbo hybride  | Pirelli     | 19   | 0              | 0      | 0        | 0             | 5         | 3                   | 29             | 13        |
| 2017   | Хас Ф1             | Haas VF-17       | Ferrari V6 turbo hybride  | Pirelli     | 20   | 0              | 0      | 0        | 0             | 8         | 3                   | 28             | 13        |
| 2018   | Хас Ф1             | Haas VF-18       | Ferrari V6 turbo hybride  | Pirelli     | 21   | 0              | 0      | 0        | 0             | 7         | 5                   | 37             | 14        |
| 2019   | Rich Energy Хас Ф1 | Haas VF-19       | Ferrari V6 turbo hybride  | Pirelli     | 21   | 0              | 0      | 0        | 0             | 3         | 7                   | 8              | 18        |
| 2020   | Хас Ф1             | Haas VF-20       | Ferrari V6 turbo hybride  | Pirelli     | 15   | 0              | 0      | 0        | 0             | 1         | 3                   | 2              | 19        |
| Укупно | Укупно             | Укупно           | Укупно                    | Укупно      | 179  | 0              | 0      | 10       | 1             | 59        | 50                  | 391            |           |